# Ахматов (посёлок)
Ахматов — посёлок в Александрово-Гайском районе Саратовской области России. Входит в состав Александрово-Гайского муниципального образования.

## История
До 20 марта 2016 года посёлок входил в состав ныне упразднённого Приузенского сельского поселения.

## География
Посёлок находится в юго-восточной части Саратовской области, в полупустынной зоне, в пределах Прикаспийской низменности, на расстоянии примерно 8 километров (по прямой) к северо-востоку от села Александров Гай, административного центра района. Абсолютная высота — 17 метров над уровнем моря.

## Население
| 2000 | 2010 | 2018 |
| ---- | ---- | ---- |
| 128  | ↗140 | ↘113 |

Гендерный состав
По данным Всероссийской переписи населения 2010 года в гендерной структуре населения мужчины составляли 52,9 %, женщины — соответственно 47,1 %.
Национальный состав
Согласно результатам переписи 2002 года, в национальной структуре населения казахи составляли 90 % из 193 чел.

## Инфраструктура
В посёлке функционирует фельдшерско-акушерский пункт.

## Улицы
Уличная сеть посёлка состоит из двух улиц (ул. Зелёная и ул. Комсомольская).